# 大郊亭駅
大郊亭駅（だいこうてい-えき）は、中華人民共和国北京市朝陽区に位置する北京地下鉄7号線の駅である。2014年12月28日に開業した。

## 駅構造

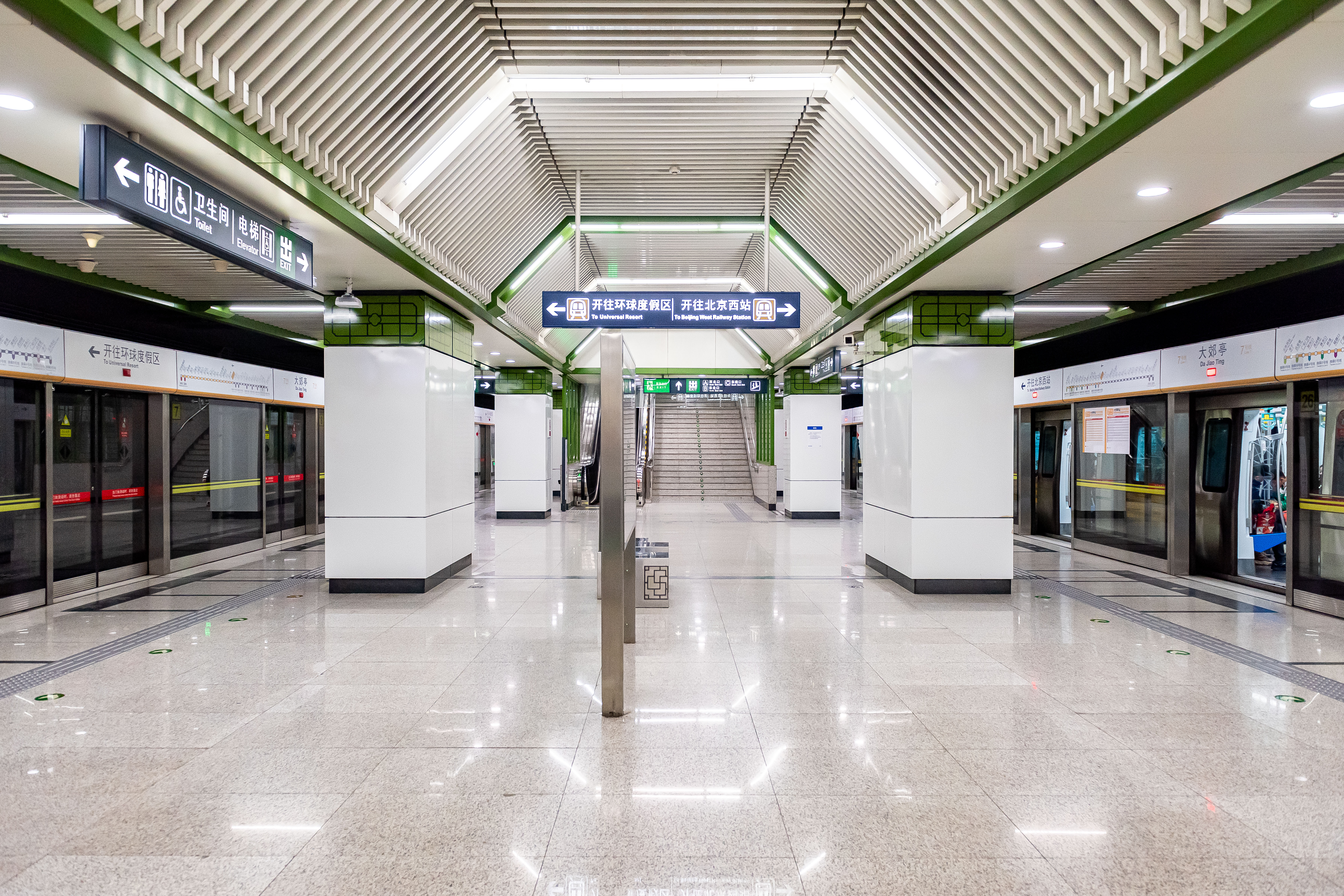
ホーム

島式ホーム1面2線の地下駅である。

## 歴史
- 2014年12月28日 - 7号線が開業。

## 隣の駅
北京地下鉄
■7号線
九竜山駅 - 大郊亭駅 - 百子湾駅